# La Gimond

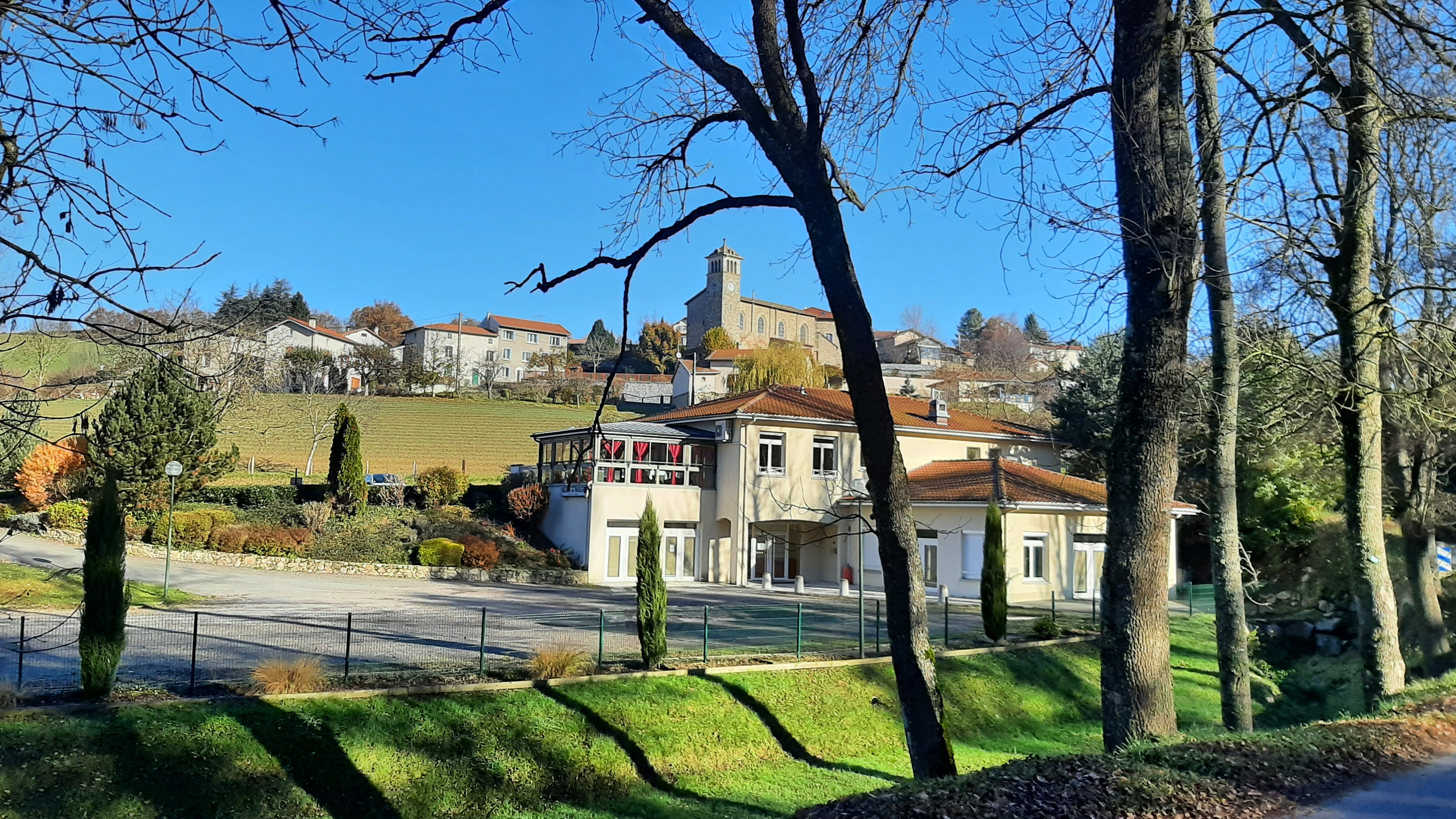
La Gimond (2021)

La Gimond ist eine französische Gemeinde mit 278 Einwohnern (Stand: 1. Januar 2022) im Département Loire in der Region Auvergne-Rhône-Alpes (vor 2016 Rhône-Alpes). Sie gehört zum Arrondissement Montbrison und zum Kanton Feurs. Die Einwohner werden Maringeons genannt.

## Geografie
La Gimond liegt etwa 13 Kilometer nordnordöstlich von Saint-Étienne und 41 Kilometer südwestlich von Lyon in der historischen Provinz Forez. An der westlichen Gemeindegrenze verläuft das namensgebende Flüsschen Gimond. Umgeben wird La Gimond von den Nachbargemeinden Chevrières im Norden, Fontanès im Süden und Osten, Saint-Héand im Süden und Westen sowie Aveizieux im Westen und Nordwesten.

## Bevölkerungsentwicklung
| Jahr                       | 1962 | 1968 | 1975 | 1982 | 1990 | 1999 | 2006 | 2017 |
| -------------------------- | ---- | ---- | ---- | ---- | ---- | ---- | ---- | ---- |
| Einwohner                  | 178  | 168  | 174  | 197  | 221  | 217  | 241  | 277  |
| Quellen: Cassini und INSEE |      |      |      |      |      |      |      |      |